# Alula
Alula (лат. alula Крылышко) — научный орнитологический журнал Финляндии. С 1995 года публиковался как ежеквартальник. Первоначально печатался на финском и английском языках, заключительные выпуски журнала были опубликованы только на английском. Годовое число страниц составляло около 160.
Журнал изначально был рассчитан на орнитологов-любителей, которых интересовали птицы Западной Палеарктики и популяризация знаний о птицах.
Последний том журнала «Alula» вышел в свет в 2008 году (volume 14, issue 3), после чего из-за финансовых проблем издание прекратило деятельность.